# Brachystoma vesiculosus
Brachystoma vesiculosus är en tvåvingeart som först beskrevs av Fabricius 1794.  Brachystoma vesiculosus ingår i släktet Brachystoma och familjen Brachystomatidae. Inga underarter finns listade i Catalogue of Life.